# Insectorum sive minimorum animalium theatrum

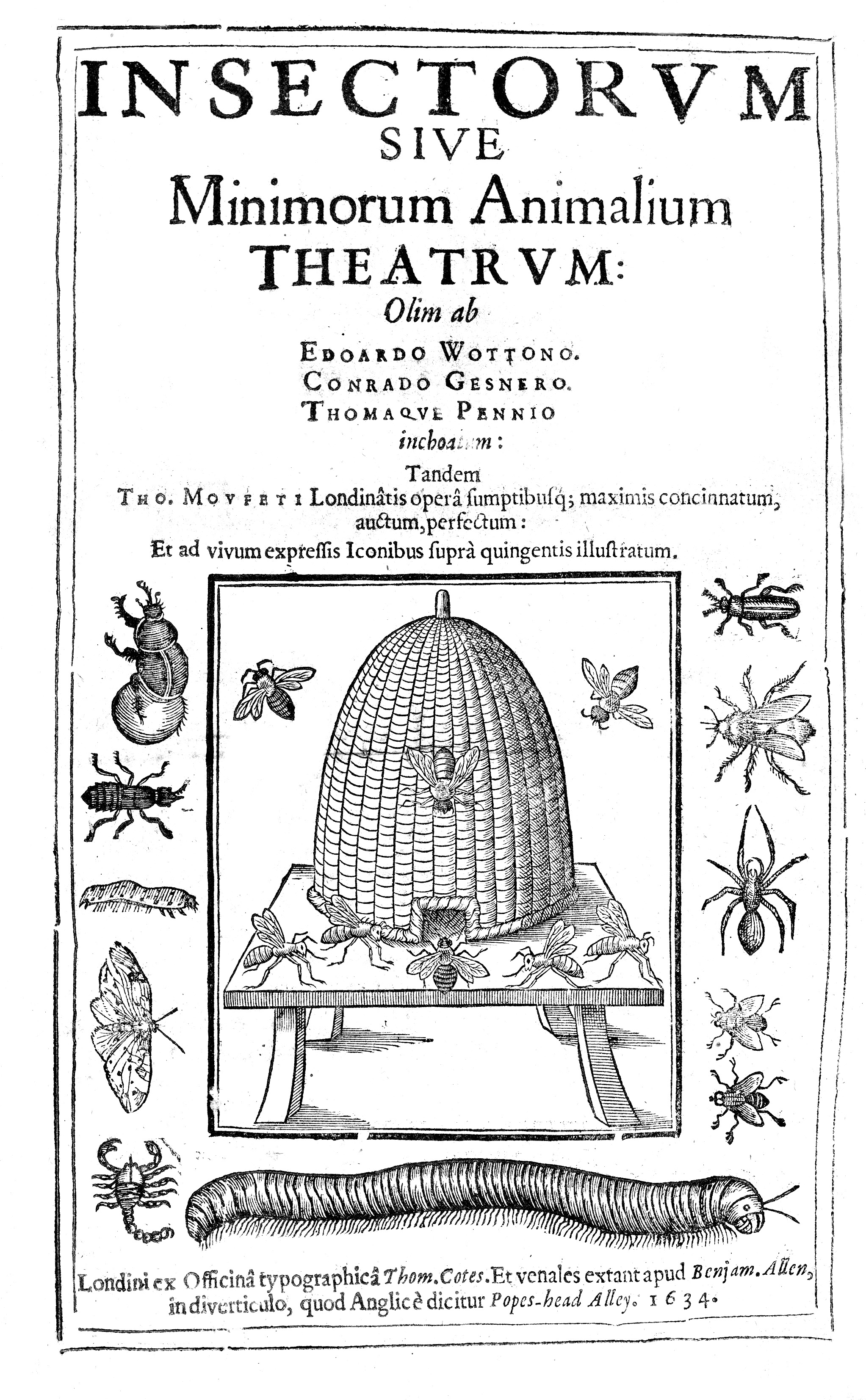
Frontispiz

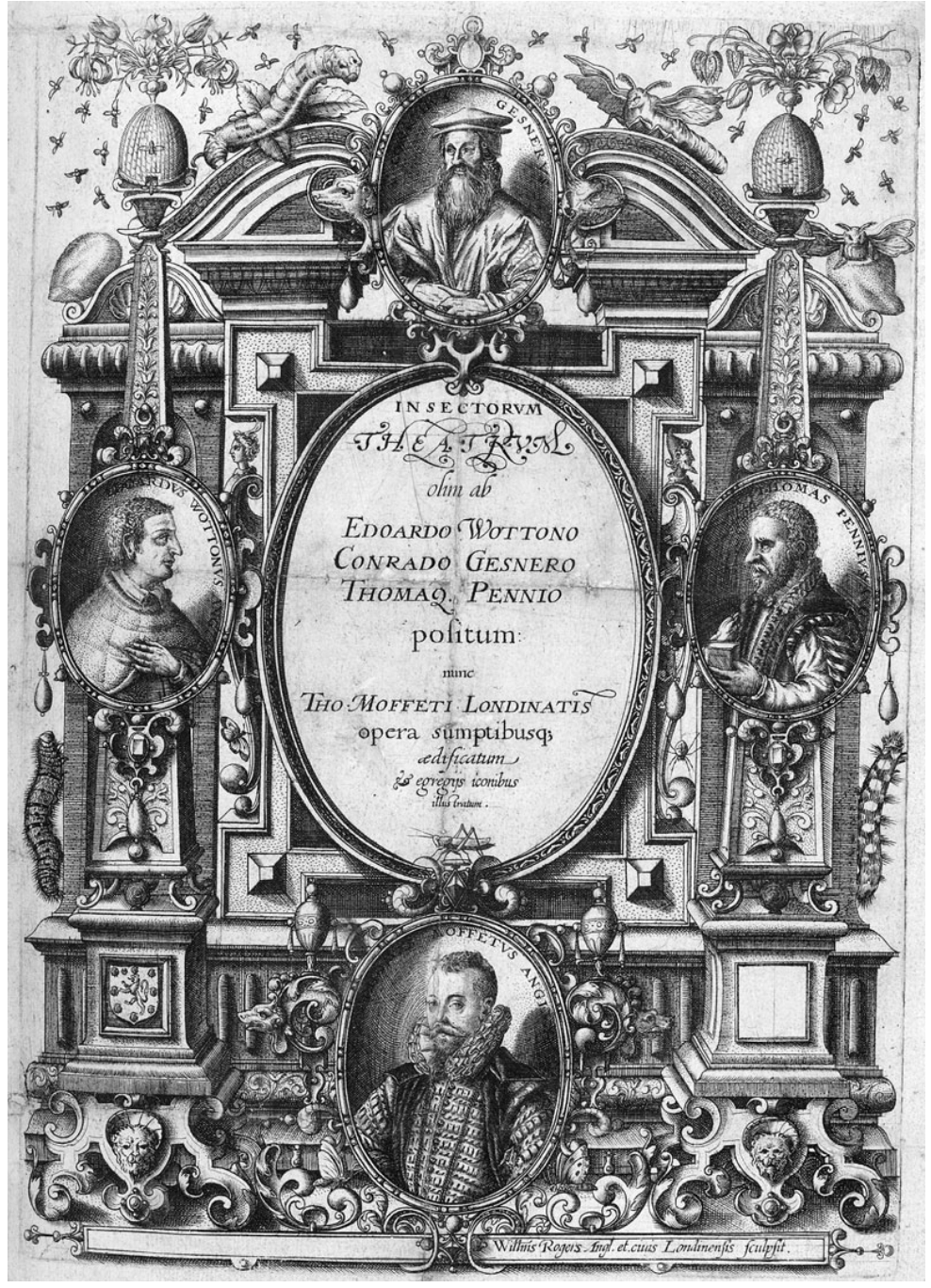
Der von William Rogers entworfene Kupferstich wurde nicht verwendet. Auf ihm befinden sich Porträts von Conrad Gessner, Thomas Penny, Thomas Muffet und Edward Wotton.

Insectorum sive minimorum animalium theatrum ist ein postum 1634 in London erschienenes entomologisches Werk von Thomas Muffet, das von Théodore Turquet de Mayerne herausgegeben wurde. Unter dem Titel The Theater of Insects erschien 1658 eine englische Übersetzung.

## Entstehungsgeschichte
Unter dem entomologischen Nachlass von Conrad Gessner befand sich ein Manuskript über Insekten, das von Thomas Penny erworben wurde. Ob direkt über Gessners Nachlassverwalter Caspar Wolf (1532–1601) oder vermittelt durch Joachim Camerarius dem Jüngeren ist bislang ungeklärt. Penny erwarb außerdem die von Edward Wotton hinterlassenen entomologischen Notizen. Gestützt durch eigene Beobachtungen entstand aus diesen Quellen ein Manuskript, das nach Pennys Tod im Jahr 1588 in den Besitz von Thomas Muffet überging, der es für die Veröffentlichung vorbereitete. Das um 1589/1590 druckfertige Werk blieb unveröffentlicht, bis es in den Besitz von Théodore Turquet de Mayerne gelangte.
Sein Ursprung ist älter als Ulisse Aldrovandis De animalibus insectis libri septem (1602).

## Werk
Insectorum sive minimorum animalium theatrum. Olim ab Edoardo Wottono, Conrado Gesnero, Thomaque Pennio inchoatum wurde vom Londoner Drucker Thomas Cotes († 1641) hergestellt und unter anderem von den Buchhändlern Benjamin Allen († 1646) und William Hope vertrieben.
Anhand des Druckvermerks lassen sich drei Ausgaben unterscheiden:
1. „Ex officina typographica Thom. Cotes. Et venales extant apud Benjam. Allen…“
2. „Ex officina typographica Thom. Cotes. Et venales extant apud Guiliel. Hope…"“
3. „Ex officina typographica Thom. Cotes.“

In der auf den 15. Mai 1634 datierten Epistola widmete de Mayerne das Werk William Paddy, dem Arzt von König Jakob I.
Das Werk umfasst etwa 330 Seiten im Folioformat. Es ist in zwei Bücher mit 29 bzw. 43 Kapiteln gegliedert und mit etwa 600 Holzstichen illustriert. Das Insectorum beginnt mit einer neunseitigen Epistola (Widmung), auf die ein Index der Kapitelüberschriften (Index singulorum Capitum in hoc Volumine comprehensorum) folgt.
Daran schließt sich die vierseitige Praefatio (Einleitung) sowie eine Liste der zitierten Autoren (Authores) an, die drei Seiten umfasst.
Das Manuskript von Insectorum befindet sich unter der Bezeichnung „Sloane MS 4014“ im British Museum.

### Illustrationen (Auswahl)

aus Cap. XIIII. De Papilionibus
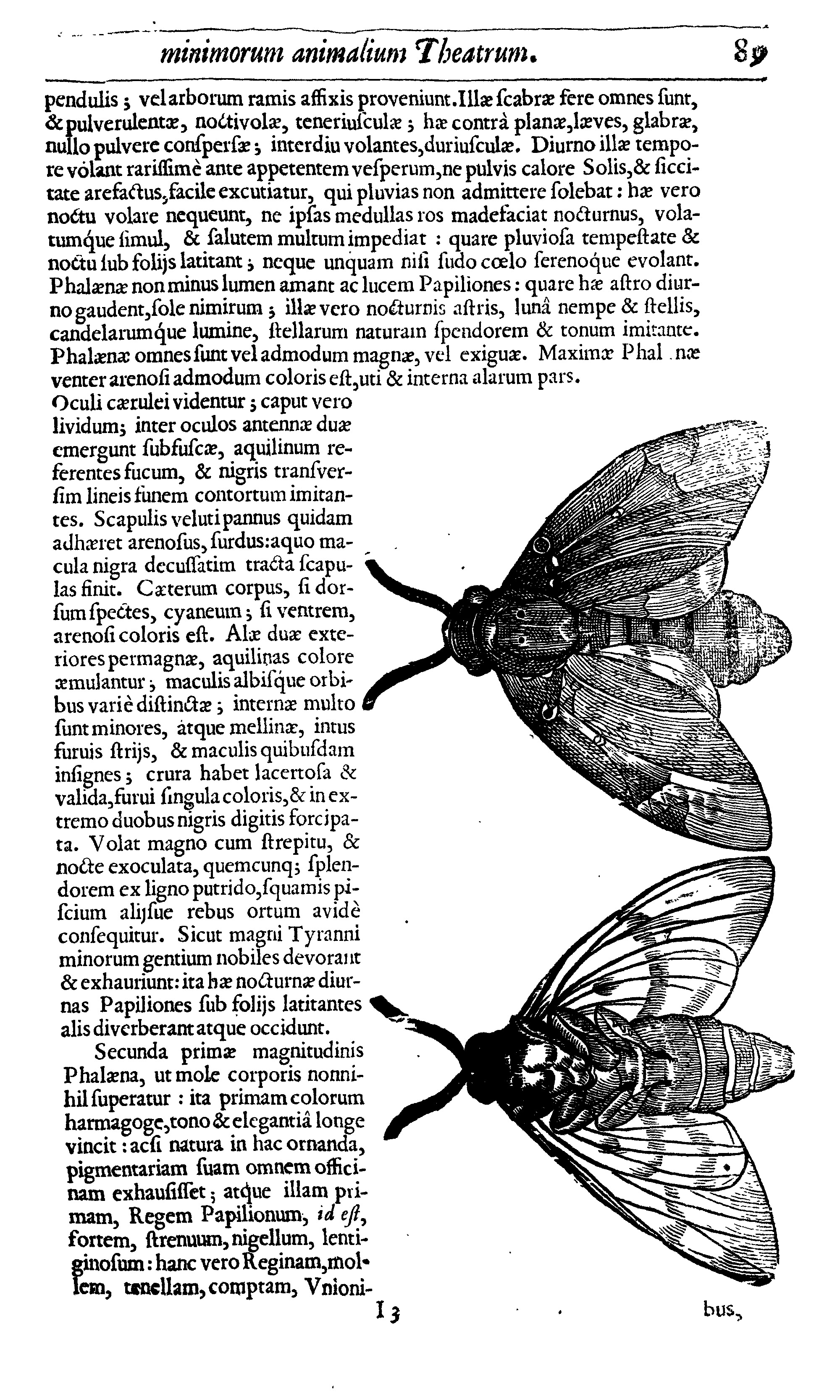
Seite 89
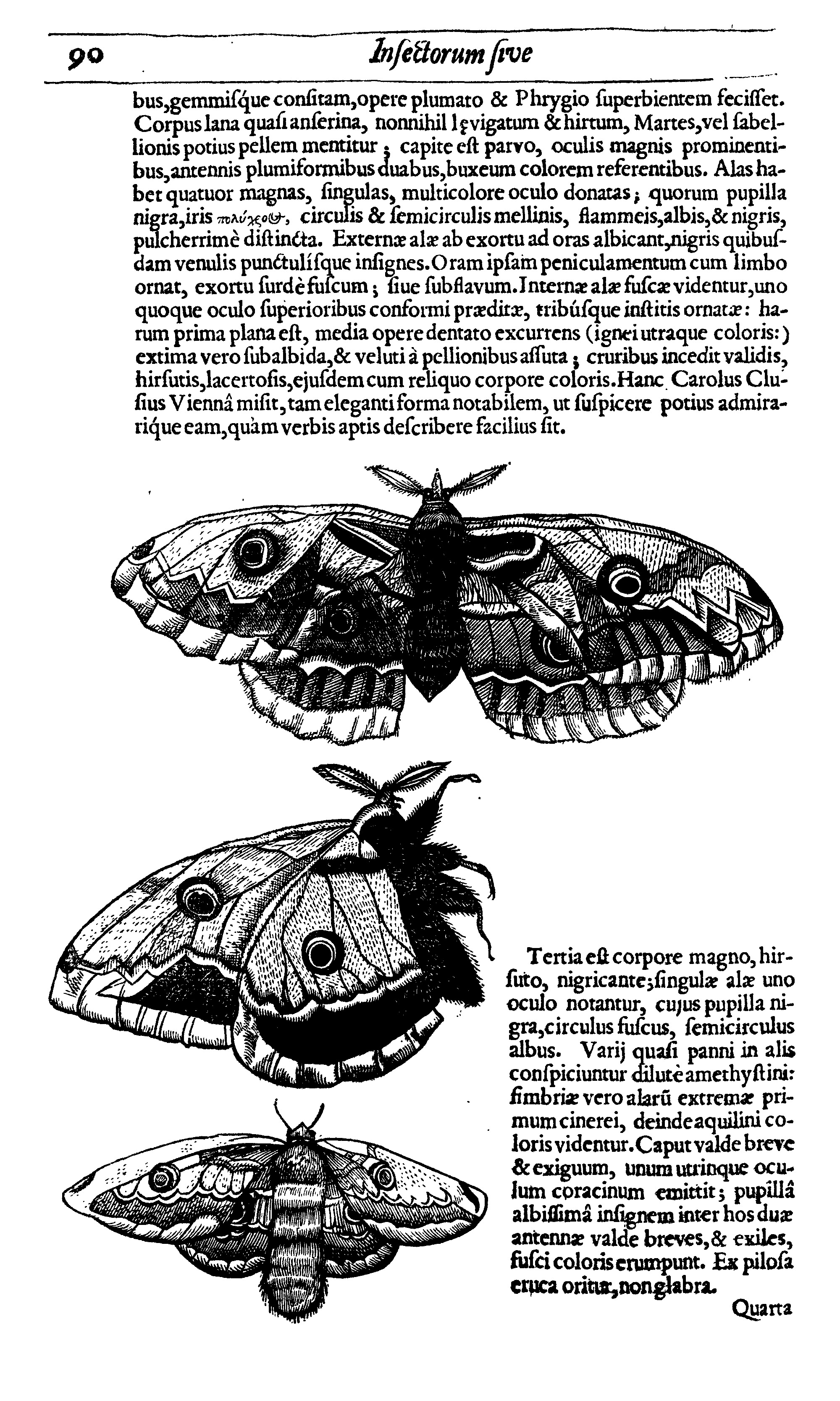
Seite 90
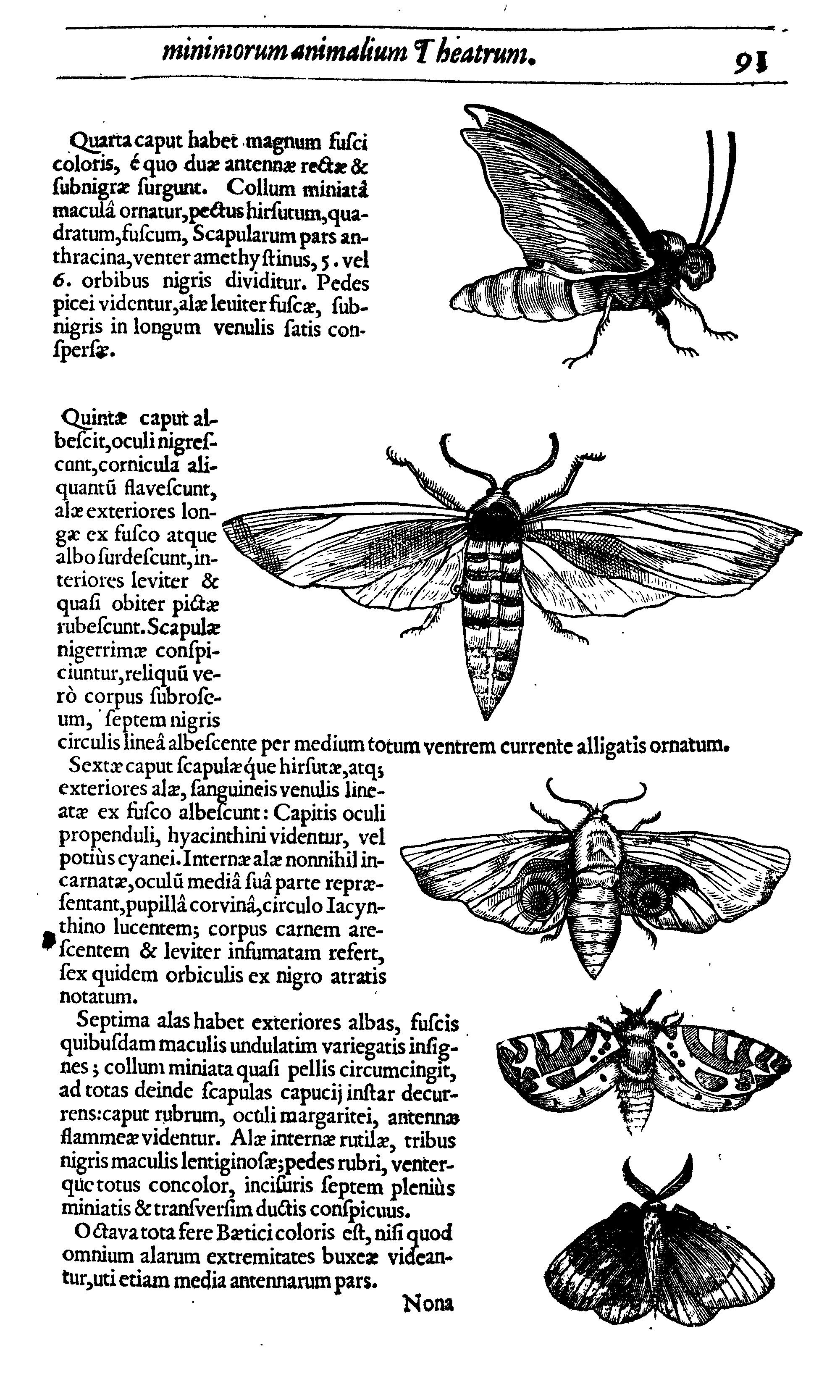
Seite 91
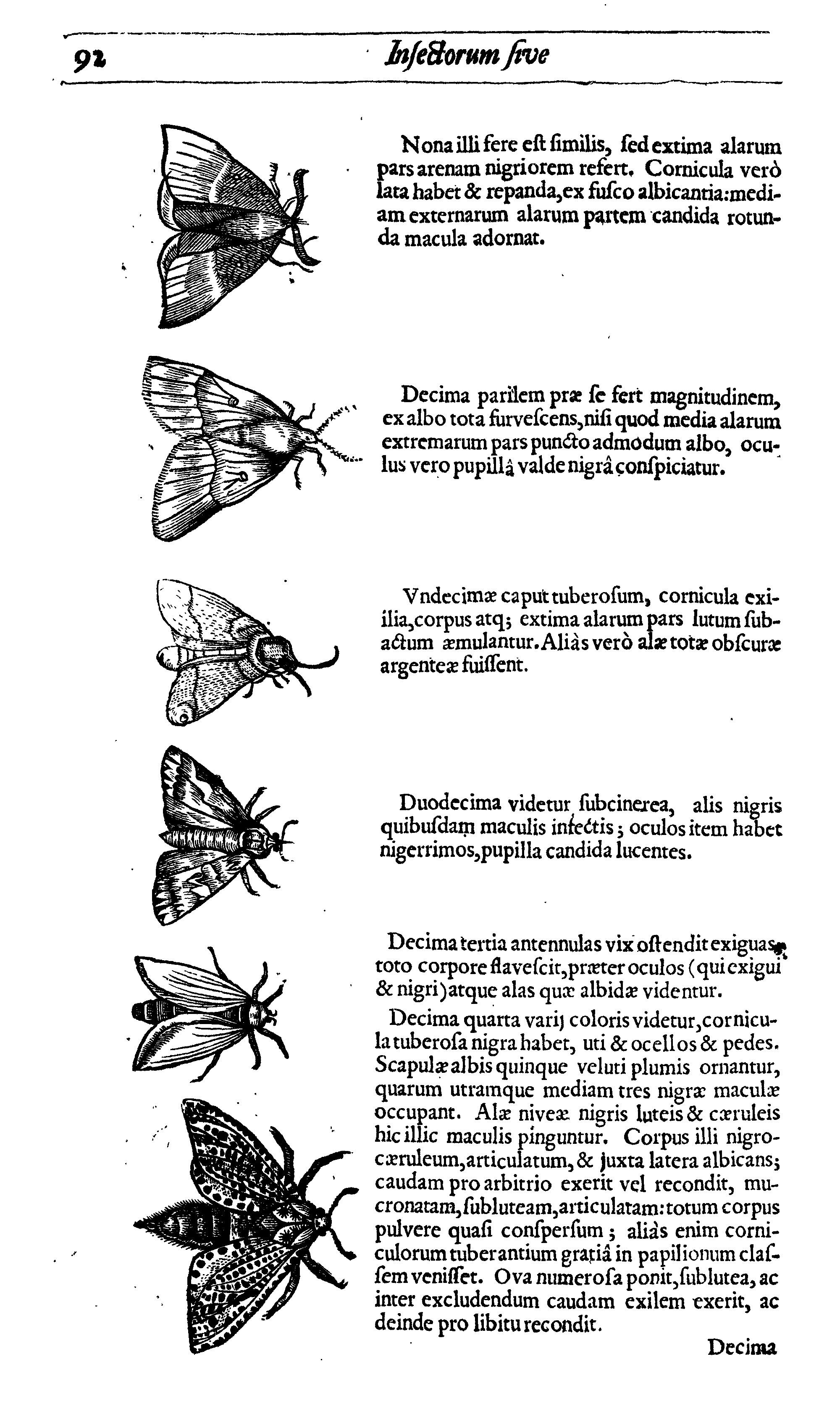
Seite 92
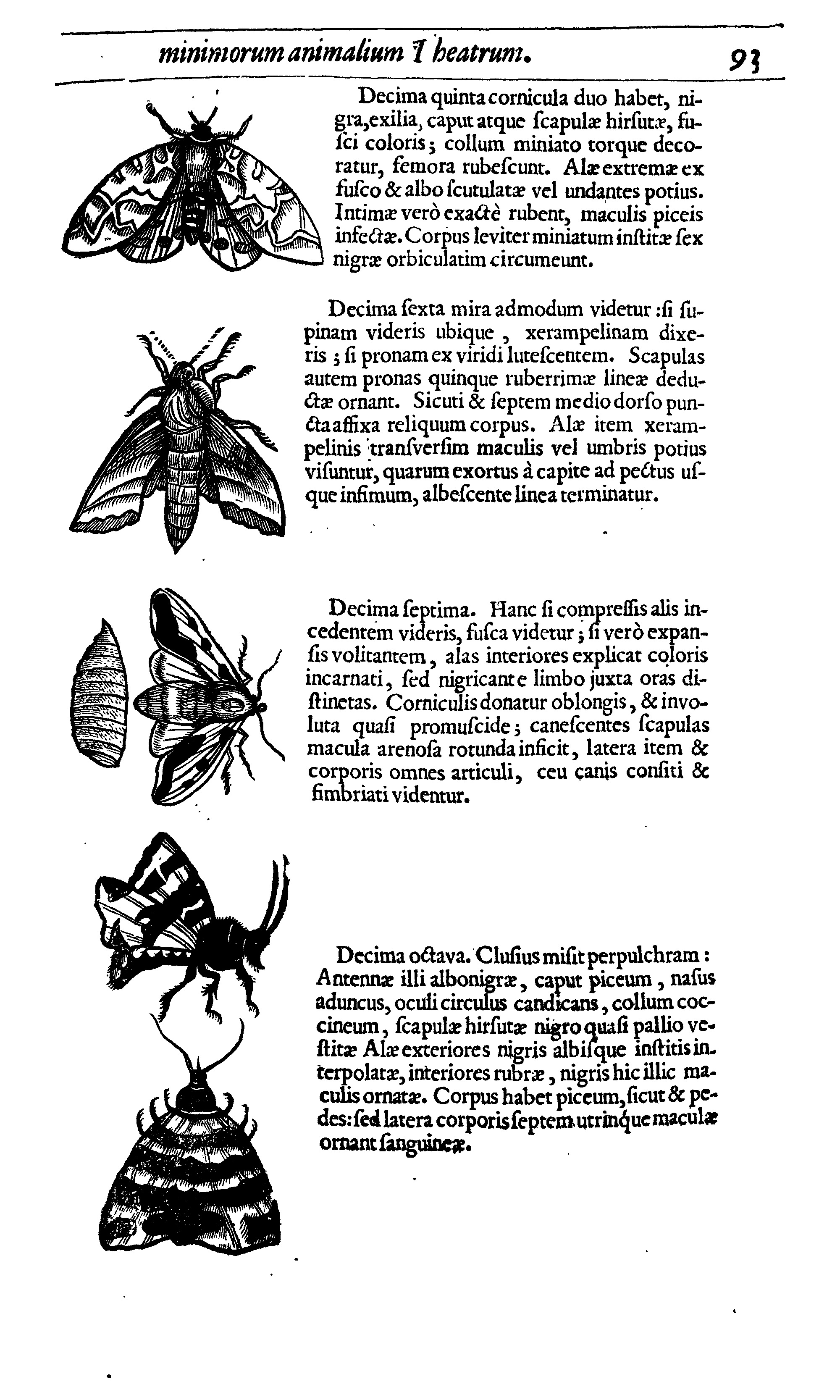
Seite 93
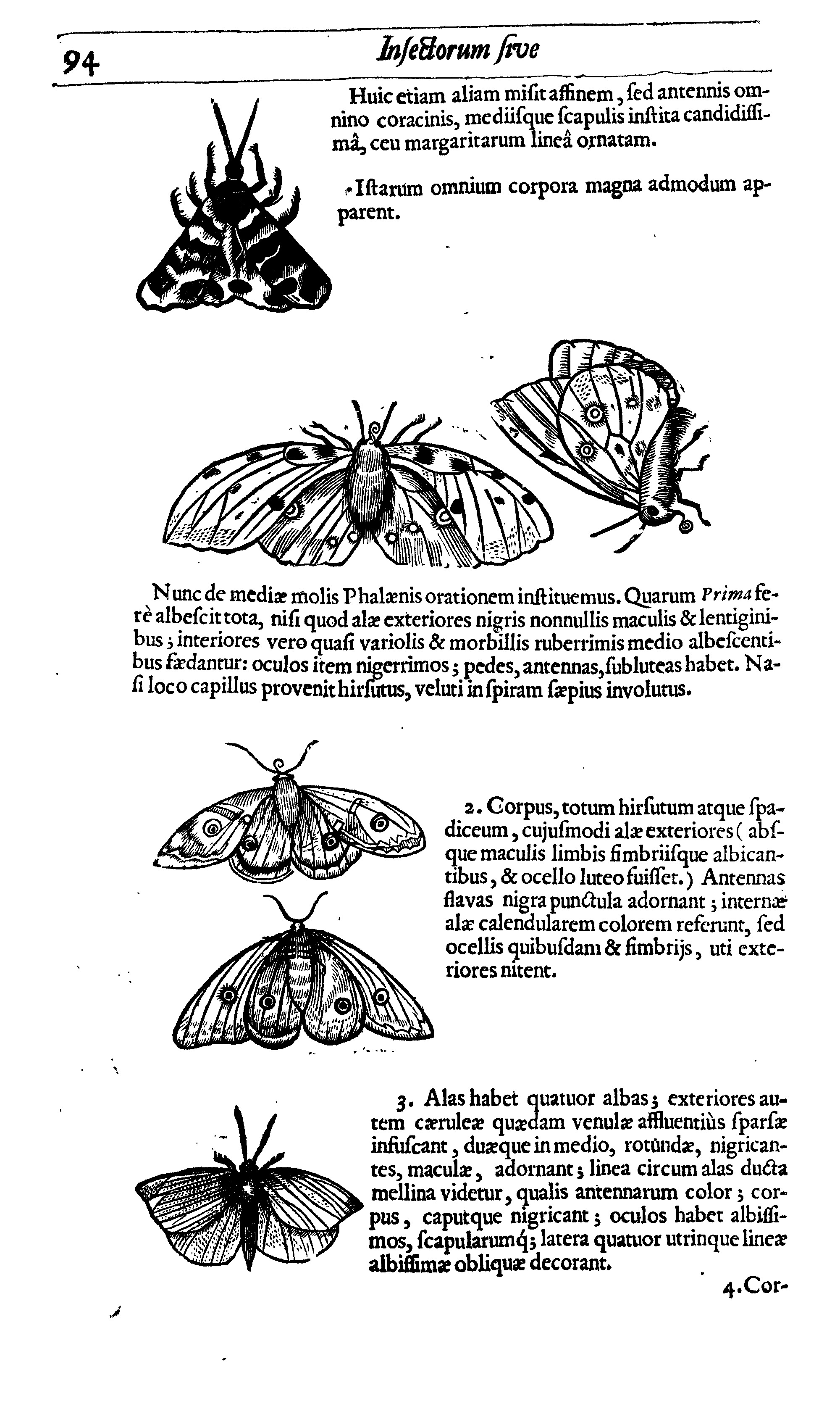
Seite 94
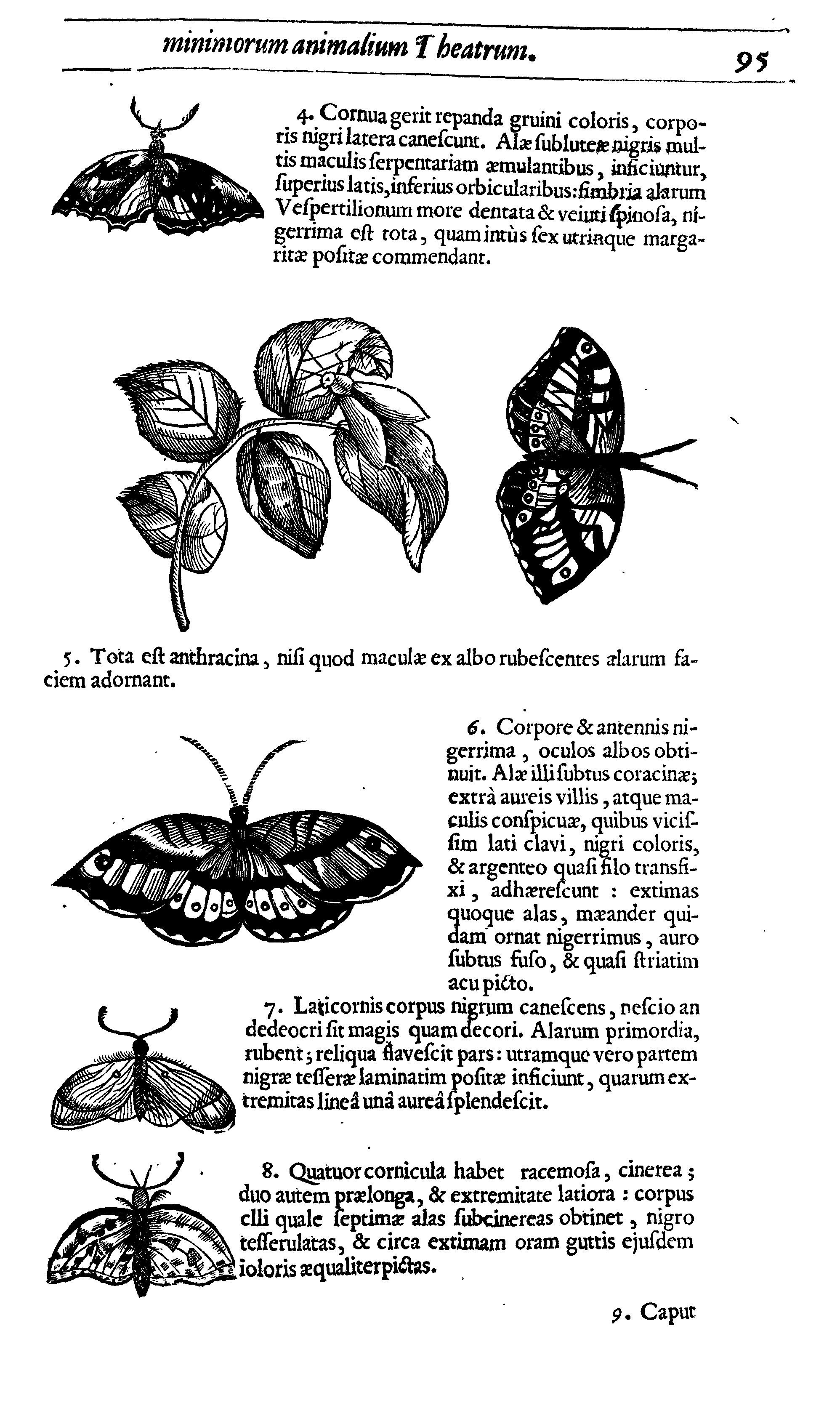
Seite 95
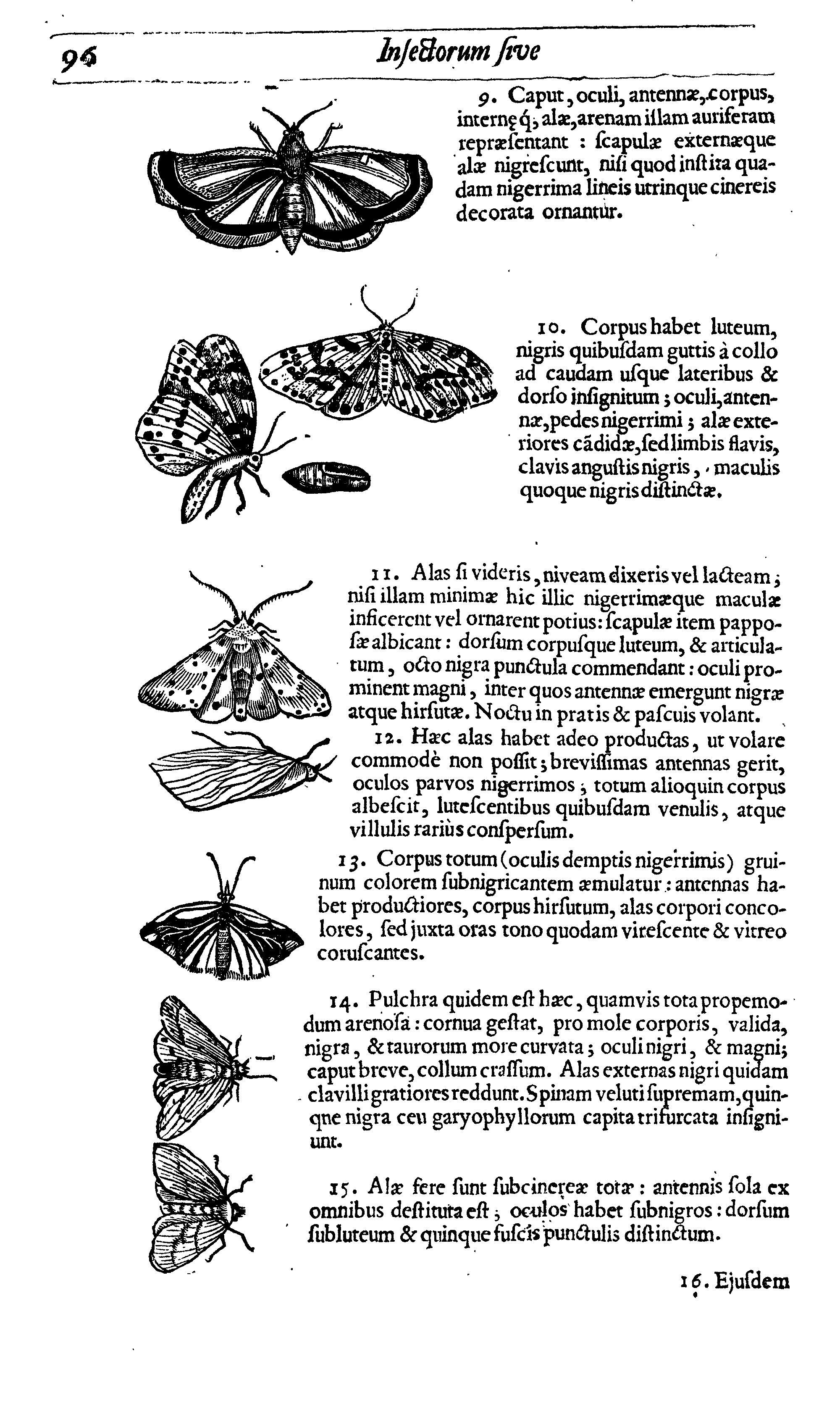
Seite 96
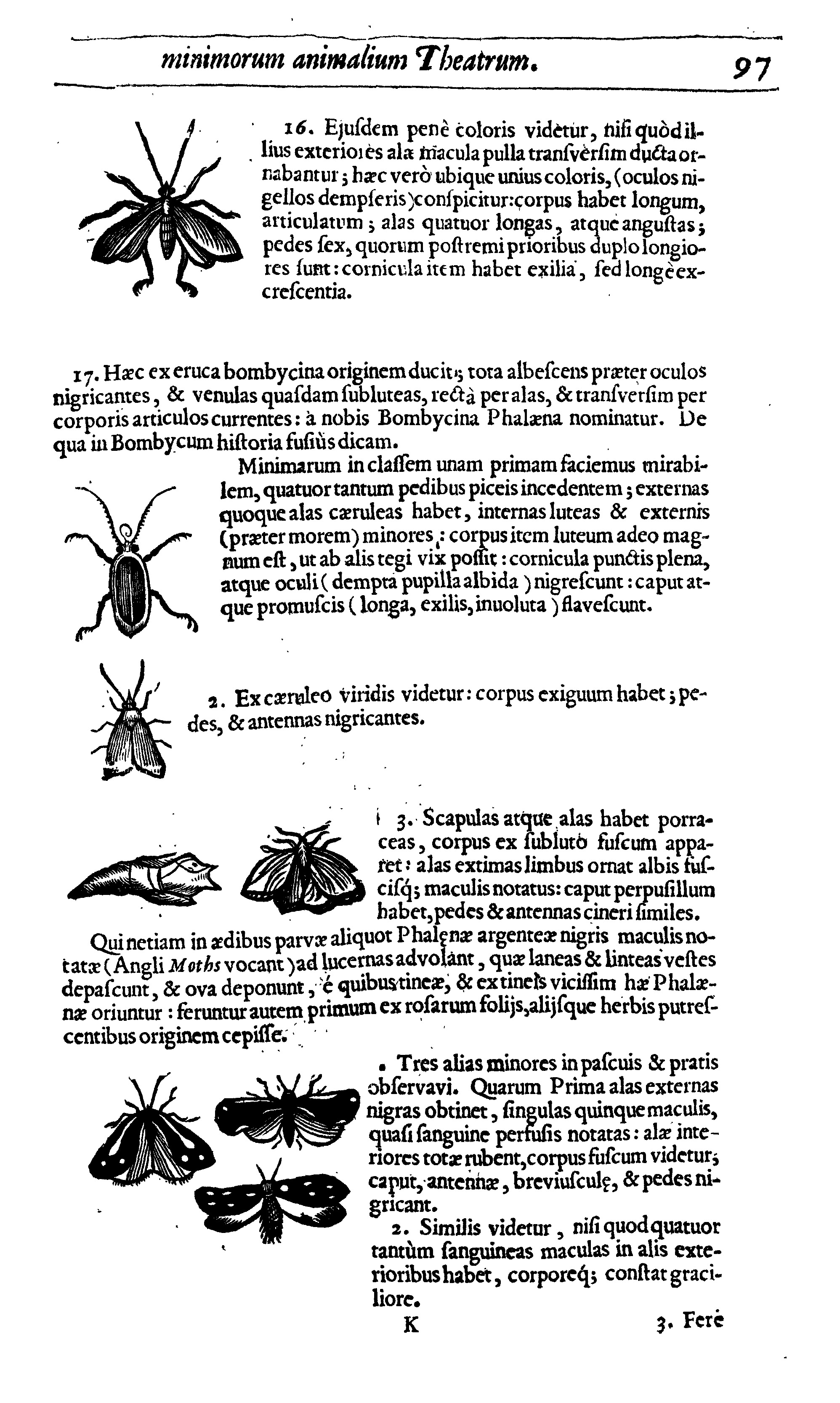
Seite 97
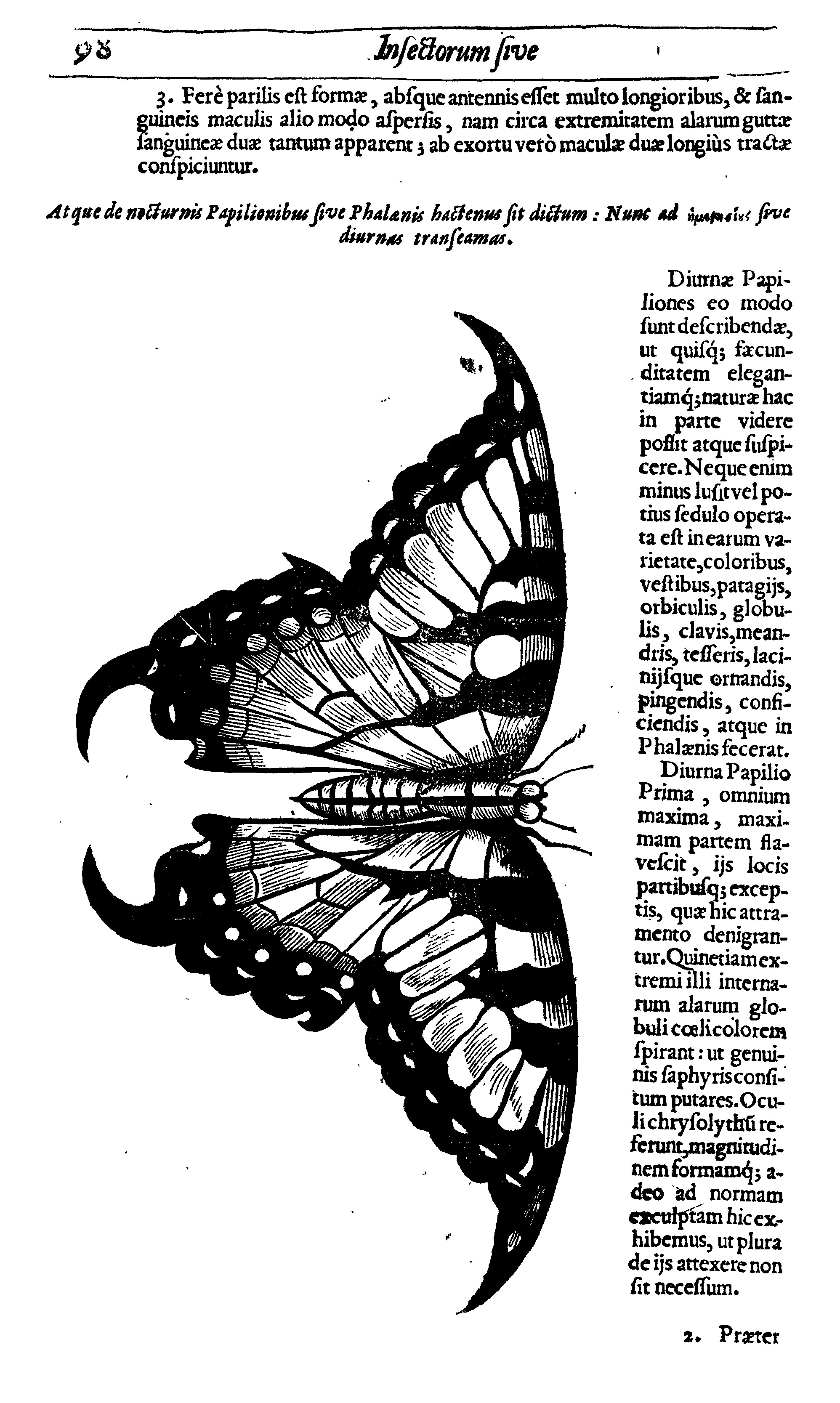
Seite 98
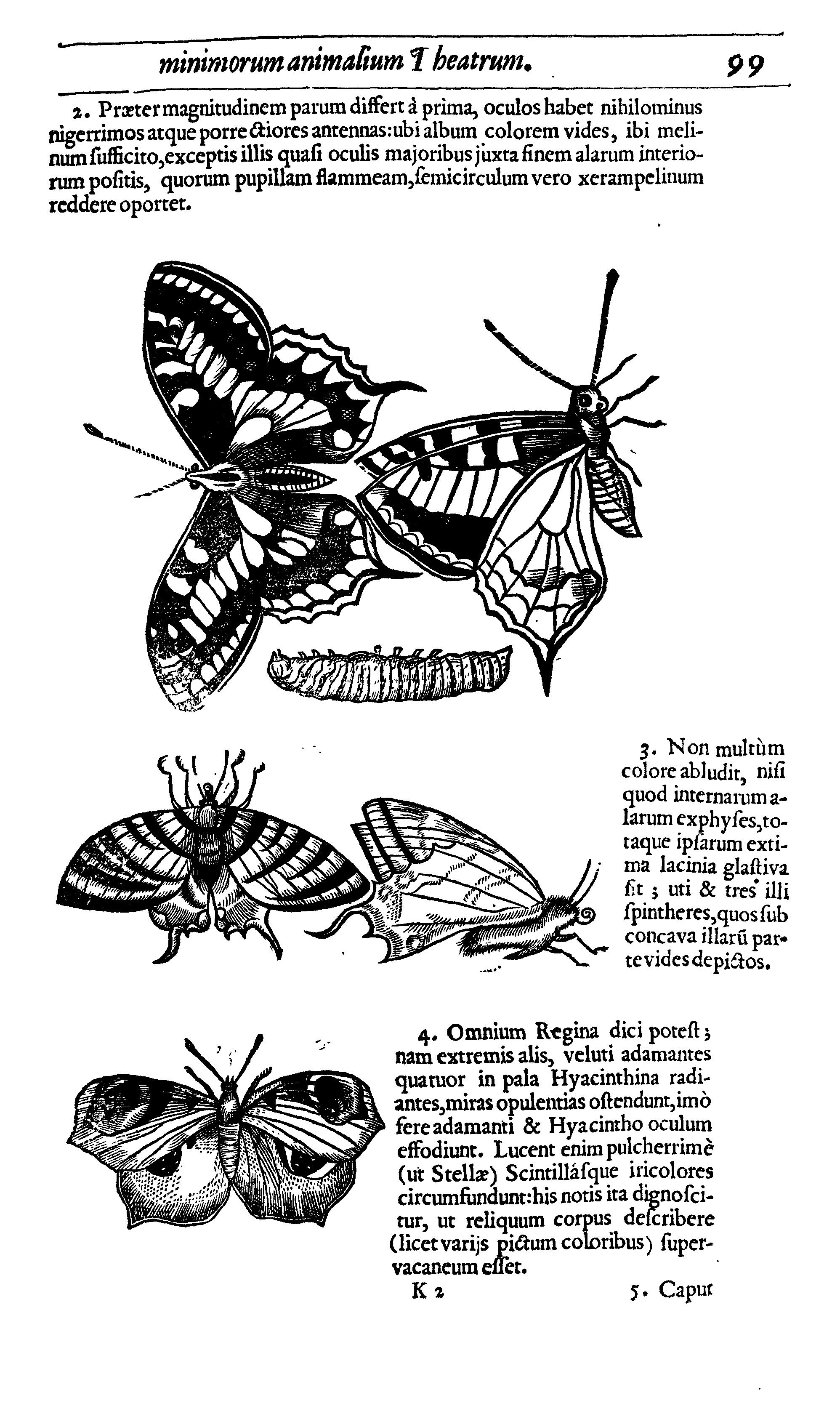
Seite 99
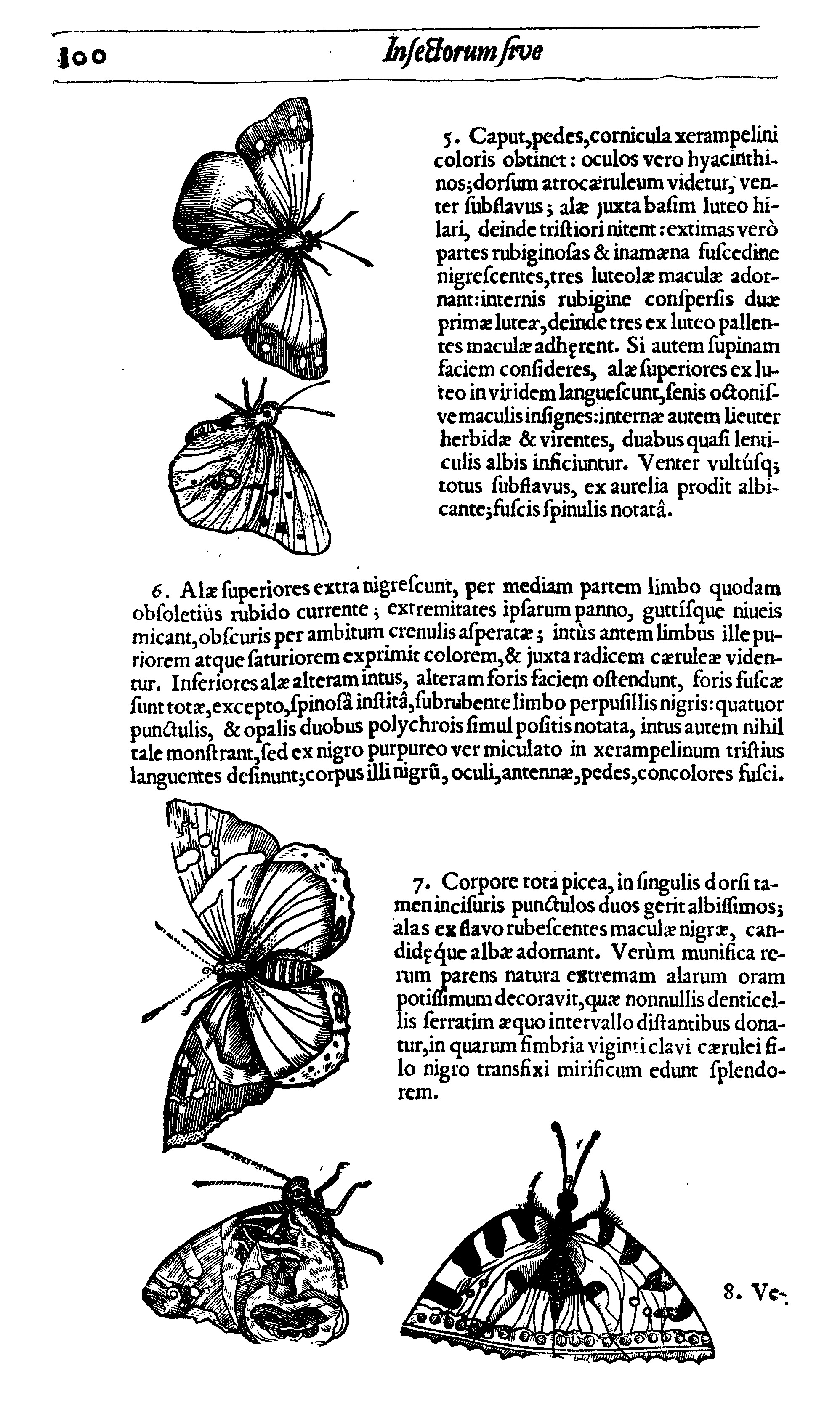
Seite 100
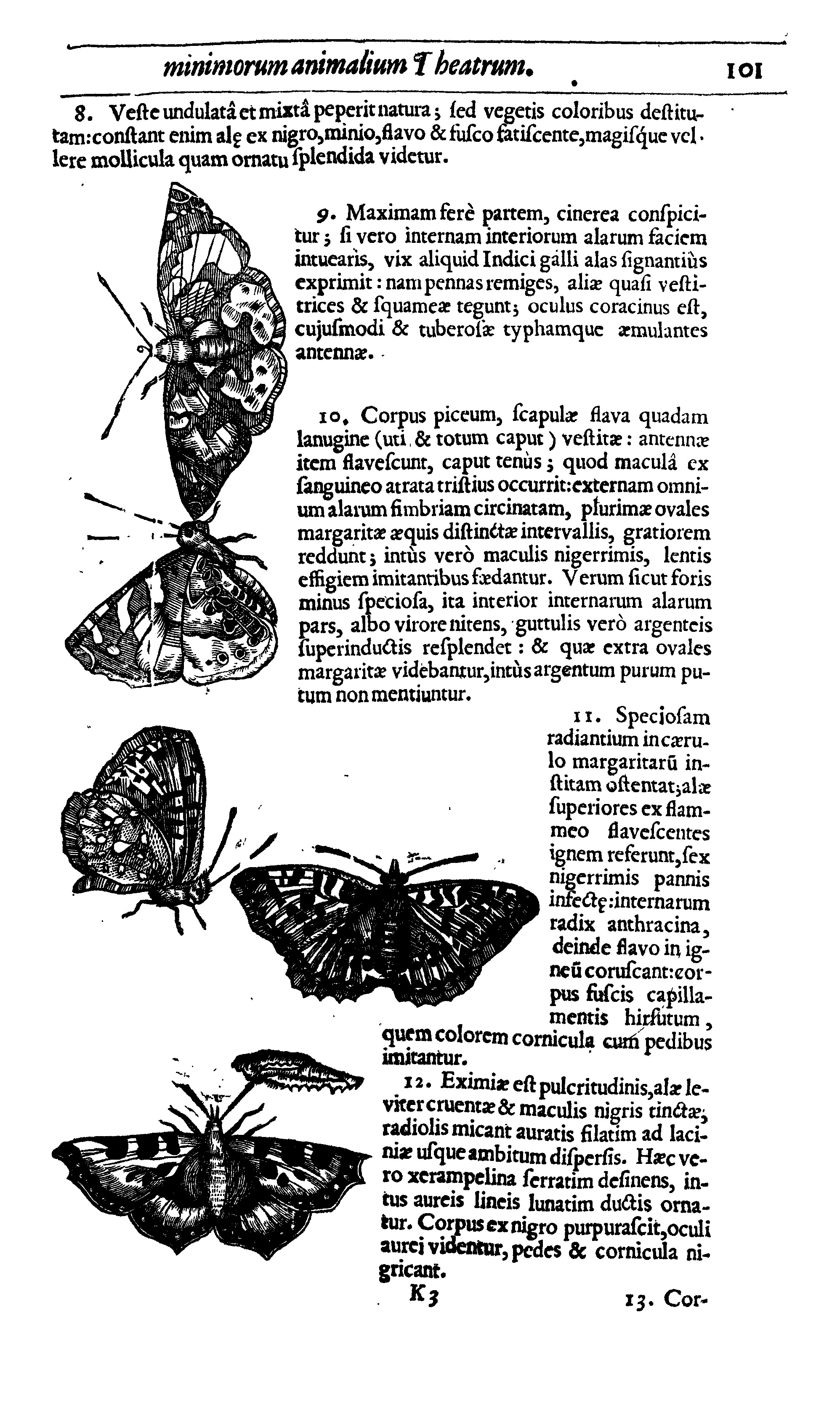
Seite 101
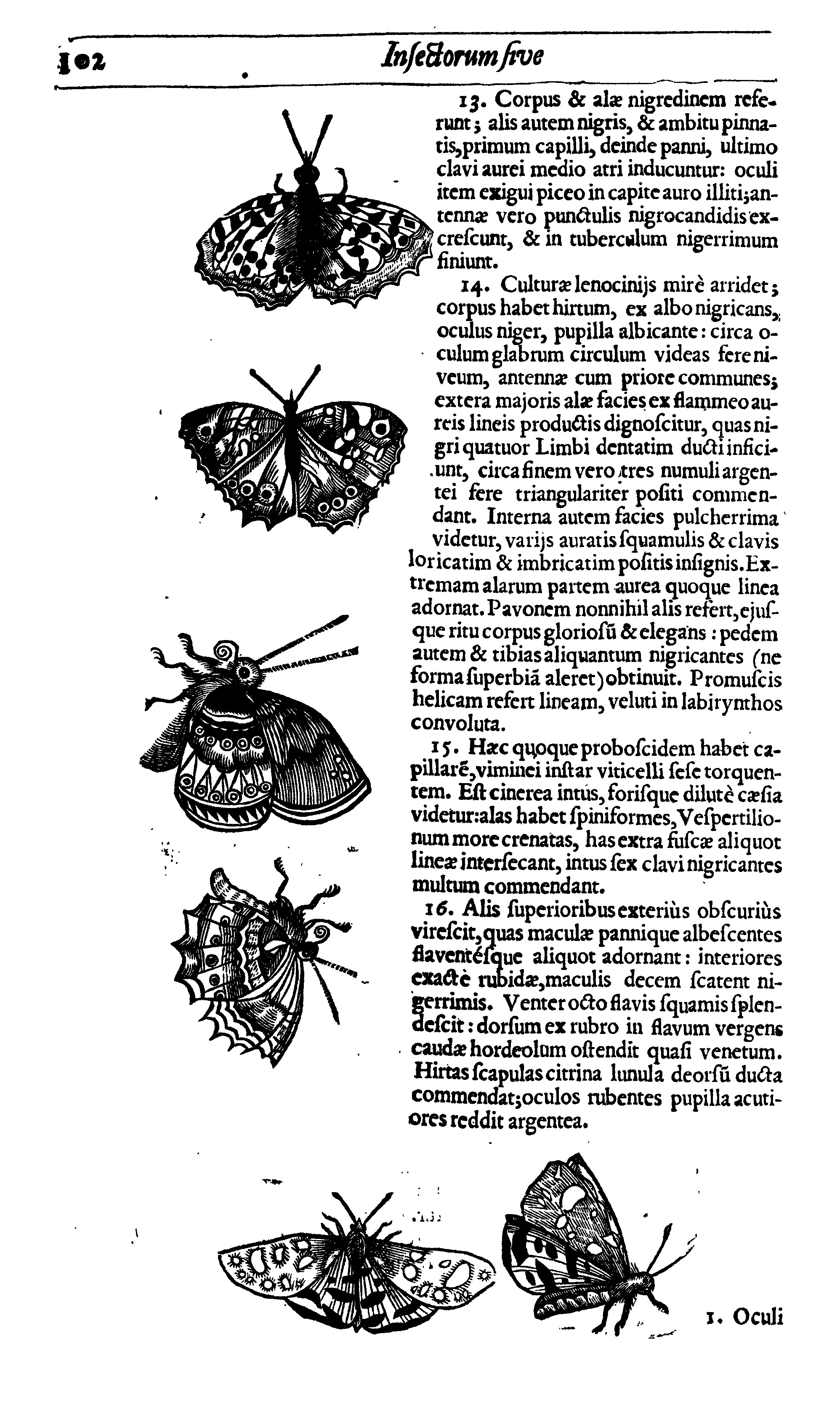
Seite 102
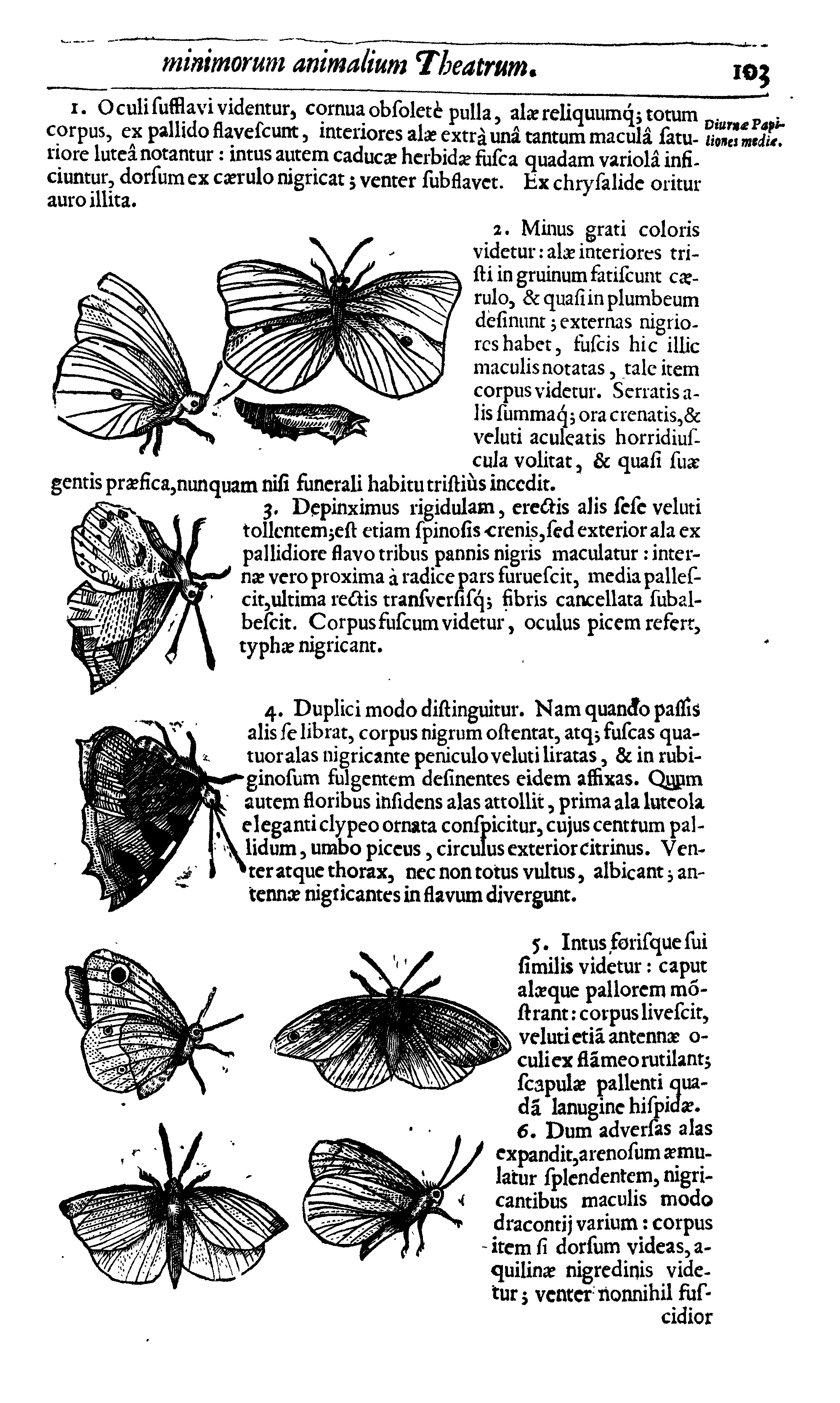
Seite 103
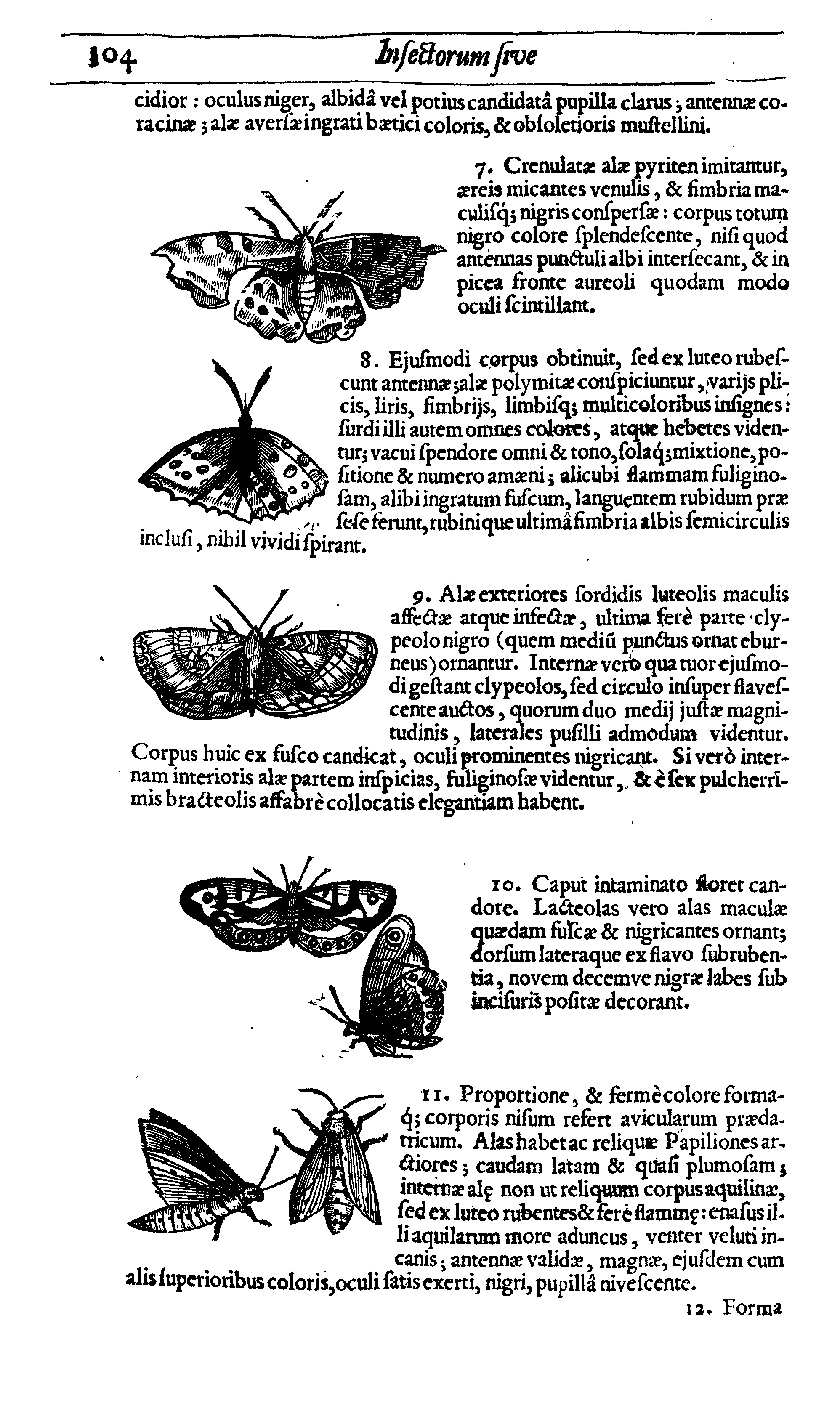
Seite 104
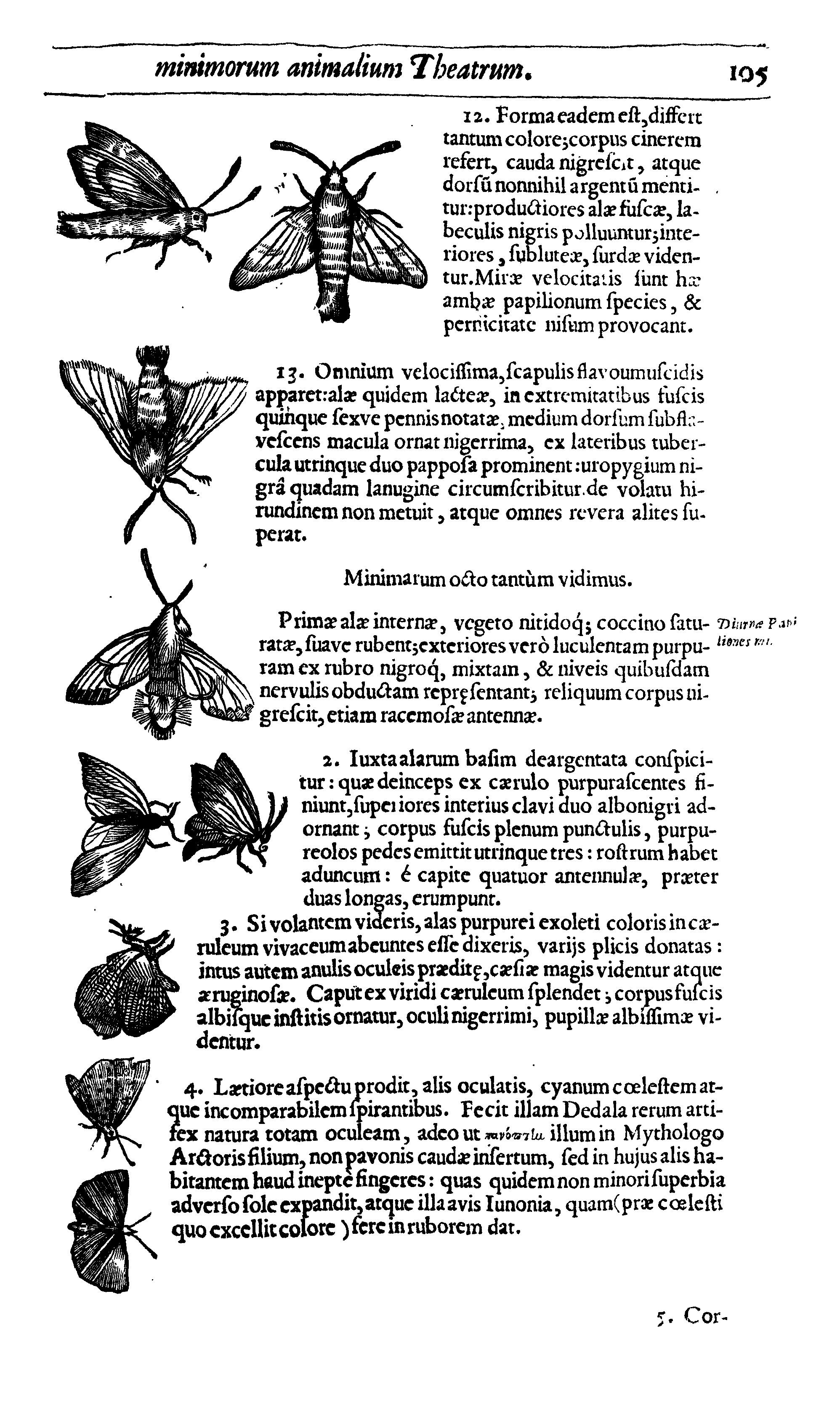
Seite 105
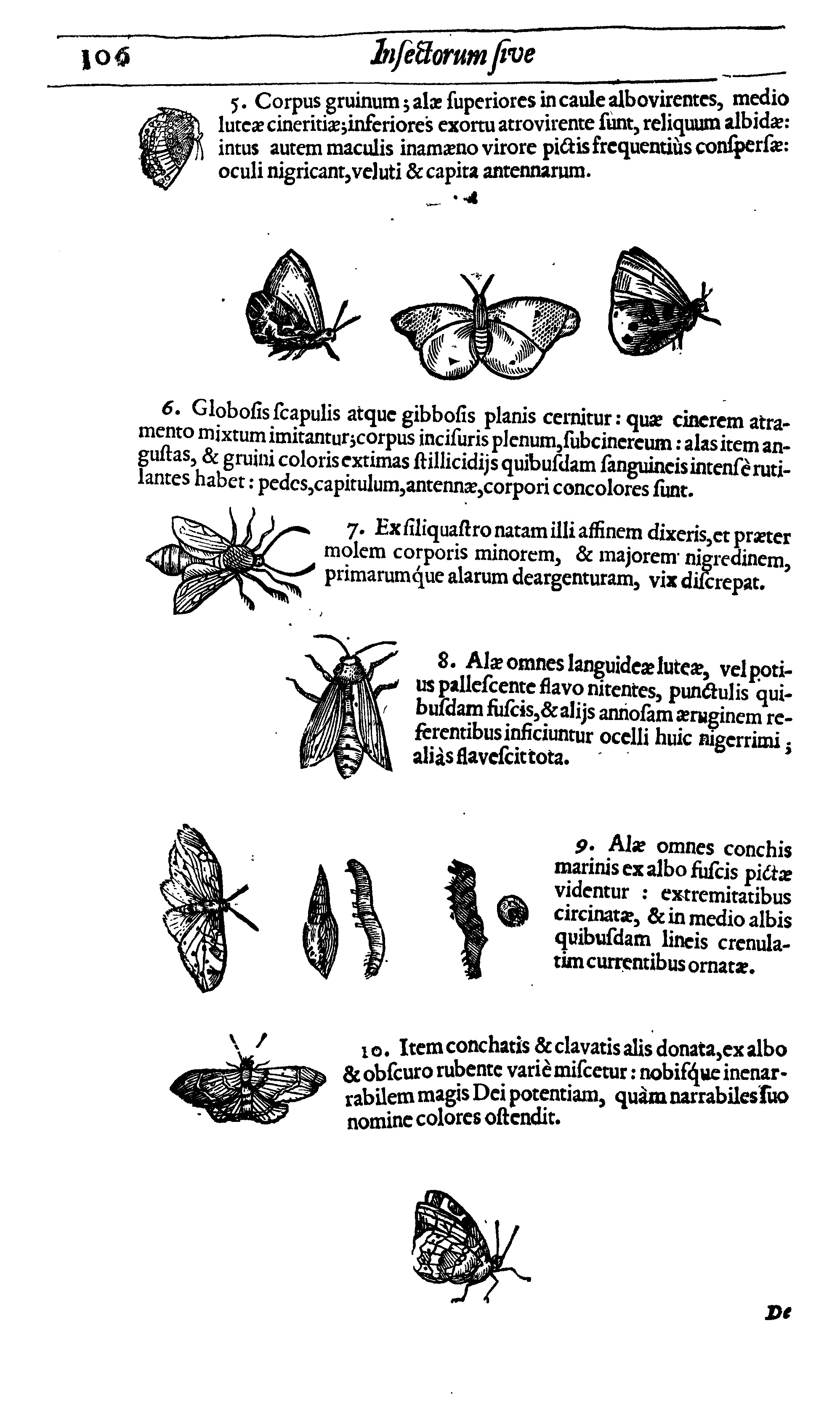
Seite 106

### The Theater of Insects
Unter dem Titel The Theater of Insects: Or, lesser Living Creatures: as Bees, Flies, Caterpillars, to Spiders, Worms &c. erschien 1658 in London eine englische Übersetzung, die vom Arzt John Rowland stammte. Rowland kombinierte Muffets Werk mit zwei leicht von ihm überarbeiteten Werken von Edward Topsell (um 1572–1625): The historie of foure-footed beastes (1607) und The historie of serpents (1608). Beide waren durch Topsell erweiterte Übersetzungen der Bücher 1 und 5 von Gessners Historia animalium. Das Gesamtwerk trägt den Titel The history of four-footed beasts and serpents.

### Kapitel
| Kapitel | Insectorum sive minimorum animalium theatrum (1634)                                                 | The Theater of Insects (1658)                                                                                   |
| ------- | --------------------------------------------------------------------------------------------------- | --- |
| Buch 1  | | |
| 1       | De Apum nomine, de scriptione & diferentijs                                                         | Of Bees, their name, description, and differences                                                               |
| 2       | De politicis ethicis & aeronomicis apum virtutibus                                                  | Of the politick, moral, and economical virtues of Bees                                                          |
| 3       | De creatione, generatione & propagatione Apum                                                       | Of the creation, generation, and propagation of Bees                                                            |
| 4       | De apum usu                                                                                         | Of the use of Bees                                                                                              |
| 5       | De mellis nomine, differentia, et usu                                                               | Of the name of Honey, the difference and use                                                                    |
| 6       | De cera, propoli, commosi, pissocera, erythace, earumque natura & usu                               | Of Bee glew, Pissocerot, Bees meat, with the nature and use of them                                             |
| 7       | De Fucis & Furibus                                                                                  | Of Drones and Theeves                                                                                           |
| 8       | De Vespis                                                                                           | Of Wasps |
| 9       | De Crabrone & Tenthredine                                                                           | Of the Hornet and the Tentbredo                                                                                 |
| 10      | De Muscis                                                                                           | Of Flies |
| 11      | De Muscarum differentijs                                                                            | Of the differences of Flies                                                                                     |
| 12      | De muscarum usu                                                                                     | Of the use of Flies                                                                                             |
| 13      | De Culicibus                                                                                        | Of Grats |
| 14      | De Papilionibus                                                                                     | Of Butterflies                                                                                                  |
| 15      | De Cicindela                                                                                        | Of the Glowworm                                                                                                 |
| 16      | De Locustis                                                                                         | Of Locusts |
| 17      | De Cicadis & Gryllis                                                                                | Of Grashoppers and Crickets                                                                                     |
| 18      | De Blattis                                                                                          | Of Mothes, called Blattae                                                                                       |
| 19      | De Bupresti & Cantharide                                                                            | Of the Buprests or Burncow, and Cantherides                                                                     |
| 20      | De Cantharide                                                                                       | Of the Cantharides or Spanish Fly                                                                               |
| 21      | De Scarabis                                                                                         | Of Beetles |
| 22      | De Scarabis minoribus                                                                               | Of the smaller Beetles                                                                                          |
| 23      | De Proscarabeo & Scarabeo Aquatico                                                                  | Of the Proscarab:w, or oil Beetle, and the water Beetle                                                         |
| 24      | De Gryllotalpa                                                                                      | Of the Gryllotalpa, Fen Cricket, Mole Cricket, Evechurro or Churworm                                            |
| 25      | De Pyrigono                                                                                         | Of the fire Fly                                                                                                 |
| 26      | De Tipula                                                                                           | Of the Water Spider                                                                                             |
| 27      | De Forsicula, sive Auricularia                                                                      | Of the Earwig                                                                                                   |
| 28      | De Scorpio Formica & Pediculis Alatis                                                               | Of the Scorpion, Ant, and Lice winged                                                                           |
| 29      | De Cimice sylvestri Alato                                                                           | Of the Wood-Wig Lowse with wings                                                                                |
| Buch 2  | | |
| 1       | De Erucis earumque differentijs & nominatim De Scribus & Bombycibus                                 | Of Caterpillers and their differences, and chiefly of Silk-wormes ani Silk-spinners                             |
| 2       | De reliquis glabris Erucis                                                                          | Of the other smooth Caterpillers                                                                                |
| 3       | De Erucis hirsutis atque pilosis                                                                    | Of Caterpillers rough und hairy                                                                                 |
| 4       | De ortu, generatione, alimento 6 Metamorphosi Erucarum                                              | Of the original, generation, aliment and metamorphosis of Caterpillers                                          |
| 5       | De Qualitate & usu Erucarum earumque Antipharmacis                                                  | Of the quality and use of Caterpillers, and the remedies against them                                           |
| 6       | De Sphondyle                                                                                        | Of the Whurlworm                                                                                                |
| 7       | De Staphylino                                                                                       | Of the Wine Caterpiller, called Staphylinus                                                                     |
| 8       | De Scolopendris & Iulis                                                                             | Of the Scolopendrae, and Juli                                                                                   |
| 9       | De Asellis                                                                                          | Of Hoglice, or Chislips                                                                                         |
| 10      | De Scorpys terrestribus                                                                             | Of Land Scorpions                                                                                               |
| 11      | De Araneorum nomine differentysy                                                                    | Of the name and differences of Spiders                                                                          |
| 12      | De Araneis noxys sive Phalangis                                                                     | Of hurtful Spiders, or Phalangia                                                                                |
| 13      | De Araneo Cicure sive domestico                                                                     | Of the tame or house Spider                                                                                     |
| 14      | De certis quibusdam Araneorum speciebus ab authoribus observatis                                    | Of certain kinds of Spiders observed by Authours                                                                |
| 15      | De Generatione, Coitu & usu Araneorum                                                               | Of the generation, copulation, and use of Spiders                                                               |
| 16      | Formicarum Encomium, in quo differentia, Natura, ingenium, carumque usus describitur                | A commentation of Ants, wherein is described their differences, nature, cunning and use                         |
| 17      | De Cicindela, & Meloe faemina, acque Anthreno, & Asello aruense                                     | Of the Cicindela, and female Meloe, and of the Hornet and field Cheaslip ---- ?                                 |
| 18      | De Vermibus mineralibus hexapodis                                                                   | Of mineral worms with six feet                                                                                  |
| 19      | De Vermibus vegetabiliom hexapodis, & primum de Arboreis                                            | Of Worms in vegetables with six feet, and first of Worms in Trees                                               |
| 20      | De Vermibus Fructuum leguminum, frumentorum, Vitis, Herbarum                                        | Of Worms in puls, fruit, corn, vines, herbs                                                                     |
| 21      | De usu Vermium Mineralium vegetabiliumque, ac eorum perdedorum ratione                              | Of the use of Worms in Minerals, and Vegetables, and the way to destroy them                                    |
| 22      | De Animalium vermibus hexapodis, & primum de pediculis hominum                                      | Of Worms in living creatures that have six feet, and first of Lice in men                                       |
| 23      | De Pediculis Brutorum & Plantarum                                                                   | Of Lice in Brutes and Plants                                                                                    |
| 24      | De Syronibus, Acaris, Tineisque animalium                                                           | Of Hand-worms and Mites, and worms in living creatures                                                          |
| 25      | De Cumice                                                                                           | Of Wiglice |
| 26      | De Ricino & Reduvio                                                                                 | Of Sheep, Tikes, and the like                                                                                   |
| 27      | De Tinea vestivora                                                                                  | Of the Moth that devours clothes --- ?                                                                          |
| 28      | De Pulice                                                                                           | Of the Flea |
| 29      | De Apodis sive Depedibus Insectis: Ac primum de Terrae Intestinis                                   | Of the Infecis wanting feet, and first of the Intestines of the earth                                           |
| 30      | De Animalium Lumbricis                                                                              | Of Worms in living creatures                                                                                    |
| 31      | De Lumbricorum Intestinorum descriptione                                                            | Of the description of Worms in the Intestines                                                                   |
| 32      | De Lumbricorum Intestinorum ortu                                                                    | Of the original of Worms in the Intestines                                                                      |
| 33      | De Signis & curatione Lumbricorum ex Gabucino                                                       | Of the signs and cure of Worms out of Gabusinus ----?                                                           |
| 34      | De Lumbricis extra Intestina nascentibus, & praesertim de Eulis                                     | Of worms bred without the Intestines, and first of Eulai, Gemtils cx Maggots ----?                              |
| 35      | De Lendibus                                                                                         | Of Nits |
| 36      | De Aurelys & Teredine Depede                                                                        | Of Aurelie and Teredo without feet                                                                              |
| 37      | De Aquaticis Insectis depedibus, & primum de Squilla                                                | Of water Insetis without feet, and first of Squilla or Shrimp                                                   |
| 38      | De Locusta, Scorpio, Notonecto, Cicada, Anthreno, Forsicula, Lacerta, Corculo, & Pediculo aquaticis | Of the Locust, Scorpion, Effet, Grasshopper, Hornet, Forked claw, Lizard, Corculum and Lowse, all water Insects |
| 39      | De Pulice sive Asello & Scolopendra marinis                                                         | Of the Flea ot Sow, and Scolopendra of the sea                                                                  |
| 40      | De Insectis aquaticis Dependibus, ac primum de Oripe                                                | Of water Insects without feet, and first Oripes                                                                 |
| 41      | De Hirudine                                                                                         | Of the Horseleech                                                                                               |
| 42      | De Lumbricis Aquaticis                                                                              | Of Water Worms                                                                                                  |